# Love for Sale (bài hát)
"Love for Sale" là một bài hát của Cole Porter được Kathryn Crawford trình diễn trong vở nhạc kịch The New Yorkers, được diễn trên Broadway từ ngày 8 tháng 12, 1930 và đóng lại vào tháng 5, 1931 sau 168 buổi diễn.

## Bản của Tony Bennett và Lady Gaga

### Bối cảnh và đón nhận
"Love for Sale" được chọn làm đĩa đơn thứ hai từ album hợp tác thứ hai của Tony Bennett và Lady Gaga, Love for Sale, phát hành vào ngày 17 tháng 9, 2021, đến những nhà bán lẻ số.